# Hedcut

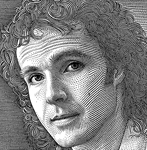
Ein Selbstporträt von Kevin Sprouls im Hedcut-Stil.

Hedcut ist ein Begriff, der sich auf einen Zeichenstil bezieht, wie er in den halbspaltigen Porträtillustrationen des Wall Street Journal verwendet wird. Dabei wird meist die Stippelmethode mit vielen kleinen Punkten oder aber die Schraffurmethode mit kleinen Linien verwendet, um ein Bild zu erzeugen. Diese sollen das Aussehen von Holzschnitten aus alten Zeitungen und Gravuren auf Urkunden und Geldscheinen nachahmen. Die phonetische Schreibweise von „hed“ geht möglicherweise auf die Verwendung des Begriffs „hed“ für „Schlagzeile“ durch die Zeitungen zurück.
Das Wall Street Journal übernahm die heutige Form dieses Porträts ab dem Jahre 1979, als der freischaffende Künstler Kevin Sprouls mit einigen von ihm geschaffenen Tuschepunktillustrationen an die Zeitung herantrat. Der Herausgeber der Titelseite war der Meinung, dass diese Art der Illustrationen das klassische Erscheinungsbild der Zeitung ergänzten und ihr ein Gefühl von Stabilität verliehen. Außerdem sind sie in der Regel besser zu erkennen als Fotografien in derselben Größe. Sprouls wurde in der Folge fest als Illustrator angestellt und blieb dort bis 1987. Heute beschäftigt das Wall Street Journal fünf Illustratoren für den Hedcut.
Heute werden die Bilder durch eine Kombination aus digitaler Bildbearbeitung und Tuschepunktillustration angefertigt. Für jede Zeichnung werden zwischen drei und fünf Stunden benötigt. Zunächst muss ein qualitativ hochwertiges Foto erstellt werden. Dieses Foto wird dann in Graustufen umgewandelt und der Kontrast wird in Photoshop angepasst. Das veränderte Foto wird ausgedruckt, auf einen Leuchttisch gelegt und mit Pergament überzogen. Die Illustratoren zeichnen dann mit Tuschestiften direkt über dieses Bild, wobei sie das Ausgangsfoto anhand bestimmter Punkt- und Linienmuster nachbilden. Die endgültige Durchzeichnung wird dann in Photoshop eingescannt, wo sie bei Bedarf eingefärbt oder anderweitig angepasst werden kann. Diese Zeichnungen werden traditionell in einer Größe von 18 × 31 Picas (3„× 5,167“) erstellt und dann später auf die Spaltengröße reduziert. Frauen sind manchmal schwieriger darzustellen als Männer, da sie zu komplizierteren Frisuren neigen, die der Einfachheit halber oft abgeschnitten werden. Auf diese Weise passen die Frauenporträts in den gleichen Rahmen wie die Männerporträts, ohne dass die relative Größe der Frauengesichter beeinträchtigt wird.
Im Jahr 2002 erwarb die Smithsonian Institution 66 Original-Hedcut-Zeichnungen und stellte sie in der National Portrait Gallery dauerhaft aus.
Ein vom Wall Street Journal produziertes Video vom 18. März 2010 zeigt die Künstler bei der Arbeit.
Im Jahr 2019 begann The Wall Street Journal mit der Entwicklung einer eigenen Anwendung, die mithilfe von maschinellem Lernen benutzerdefinierte Hedcut Porträts erstellt. Im Dezember 2019 begann die Nachrichtenorganisation damit, den Service allen ihren Mitgliedern anzubieten, um die Illustrationen zu „demokratisieren“ und ein fortlaufendes Archiv von Fotos zu schaffen, aus dem die App weiter lernen kann, um ihre Ergebnisse zu verfeinern.